# Bomolocha umbratilis
Bomolocha umbratilis là một loài bướm đêm trong họ Noctuidae.